# Lech Jan Kozerski
Lech Jan Kozerski (ur. 15 października 1941 w Warszawie) – polski chemik, doktor habilitowany, profesor zwyczajny Instytutu Chemii Organicznej Polskiej Akademii Nauk i Narodowego Instytutu Leków.

## Życiorys
Absolwent VI Liceum Ogólnokształcącego im. Tadeusza Reytana w Warszawie (1958) i studiów chemicznych na Politechnice Warszawskiej (1964, tytuł zawodowy magistra inżyniera, specjalność technologia związków alifatycznych). Od 1965 pracował w Instytucie Chemii Organicznej Polskiej Akademii Nauk, tam w 1971 obronił pracę doktorską, w 1979 otrzymał stopień doktora habilitowanego. W 1993 otrzymał tytuł profesora nauk chemicznych. Został zatrudniony na stanowisku profesora zwyczajnego w Instytucie Chemii Organicznej PAN oraz w Narodowym Instytucie Leków. 
Pełnił funkcję głównego specjalisty Narodowego Instytutu Leków. Członek Polskiego Towarzystwa Chemicznego.

## Publikacje
- Platinum(II) and Platinum(IV) Complexes with Purine Derivatives. Molecular Structure and Antiptoliferative Activity in vitro[1]
- 1996: Zastosowanie pola relaksacji protonów 1-H NOE i modelowania molekularnego w badaniach streochemicznych związków organicznych[1]
- 2007: Experimental and quantum-chemical studies of 1H, 13C and 15N NMR coordination shifts in Pd(II) and Pt(II) chloride complexes with quinoline, isoquinoline and 2,2’-biquinoline[1]
- 2007: Experimental and quantum-chemical studies of 1H, 13C and 15N NMR coordination shifts in Pd(II) and Pt(II) chloride complexes with methyl and phenyl derivatives of 2,2’ bipyridine and 1,10-phenantroline[1]
- 2009: 1H, 13C, 15N and 195Pt NMR studies of Au(III) and Pt(II) chloride organometallics with 2-phenylpyridine[1]
- 2009: Experimental and quantum-chemical studies of 1H, 13C and 15N NMR coordination shifts in Au(III), Pd(II) and Pt(II) chloride complexes with picolines[1]
- 2013: Komplementarne techniki badania nowych narkotyków syntetycznych[1]